# نادي المجد (سوريا)
نادي دمشق الأهلي (المجد سابقا)، نادي سوري لكرة القدم مقره دمشق، سوريا، تأسس النادي عام 1932 باسم نادي دمشق الأهلي، ويعد من أقدم أندية كرة القدم في دمشق وسوريا وفي شهر آب من عام 2025 تم إعادة تسميته باسمه الأصلي.

## الإنجازات
كان أعظم نجاح للنادي هو الفوز بكأس سوريا في موسم 1960/61 و 1977/78.  في نهاية موسم 2007/2008 من الدوري السوري الممتاز، حل النادي في المركز الثاني وبالتالي حقق أعلى ترتيب له في الدوري على الإطلاق. وبصفته وصيفًا في الدوري فقد تأهل تلقائيًا لكأس الاتحاد الآسيوي 2009.
أكبر نجاح للنادي في السنوات الأخيرة هو نهائي كأس سوريا من موسم 2019/20.
لعب النادي في ثاني أعلى دوري في البلاد وهو الدوري السوري الدرجة الأولى بعد هبوطه من الدوري الممتاز في موسم 2018/2019.  في موسم 2021-22 تأهل إلى الدوري السوري الح بعد فوزه بمباراة الذهاب والإياب على نادي الحرية بنتيجة 2-1 في المباراة الأولى وتعادل 1-1 في الثانية. 

## لاعبو فريق كرة القدم الأول للموسم 2019/2018
| الرقم | الجنسية | المركز | اللاعب           |
| ----- | ------- | ------ | ---------------- |
| 1     | سوريا   | حارس   | أمجد السيد       |
|       | سوريا   | حارس   | امجد حاج يحيى    |
| 2     | سوريا   | مدافع  | حسن بوظان        |
|       | سوريا   | مدافع  | حسام الكردي      |
| 3     | سوريا   | مدافع  | ماهر الخراط      |
| 6     | سوريا   | مدافع  | مصعب العلو       |
| 8     | سوريا   | مدافع  | صفوان عبد الجواد |
| 17    | سوريا   | مهاجم  | ضياء العقيلي     |
| 70    | سوريا   | وسط    | احمد اللحام      |
| 30    | سوريا   | وسط    | احمد رجب         |

| الرقم | الجنسية | المركز | اللاعب          |
| ----- | ------- | ------ | --------------- |
| 27    | سوريا   | وسط    | نور الحلبي      |
| 24    | سوريا   | وسط    | ريفا عبد الرحمن |
| 18    | سوريا   | مهاجم  | عبد الهادي شلحة |
| 12    | سوريا   | وسط    | شيروان الصالح   |
| 10    | سوريا   | مهاجم  | رجا رافع        |
|       | سوريا   | وسط    | احمد سلوم       |